# Afurcagobius
Afurcagobius is een geslacht van straalvinnige vissen uit de familie van grondels (Gobiidae).

## Soorten
- Afurcagobius suppositus (Sauvage, 1880)
- Afurcagobius tamarensis (Johnston, 1883)